# Zdeněk Němec
Zdeněk Němec (ur. 3 lutego 1933 w Zábřehu, zm. 29 stycznia 2014 w Pradze) – czechosłowacki lekkoatleta, dyskobol.
Dziewiętnasty zawodnik igrzysk olimpijskich w Rzymie (1960).
Wielokrotny mistrz Czechosłowacji.
Był zawodnikiem klubu RH Praga.
Jego żona Jiřina Němcová także uprawiała lekkoatletykę, a ich córka Eva Němcová była koszykarką.

## Rekordy życiowe
- Rzut dyskiem – 56,37 (1960)